# Montegiorgio
Montegiorgio – miejscowość i gmina we Włoszech, w regionie Marche, w prowincji Fermo.
Według danych na styczeń 2009 gminę zamieszkiwało 7012 osób przy gęstości zaludnienia 147,9 os./1 km².
Urodził tu się dyplomata papieski abp Giuseppe Petrelli.